# Estación de Peñas Blancas
Peñas Blancas fue una estación ferroviaria situada en el municipio español de Villanueva del Duque en la provincia de Córdoba, comunidad autónoma de Andalucía. 
Se encuentra en el km. 9 de la Vía Verde de la Minería, en una zona habilitada como merendero.

## Situación ferroviaria
La estación se encuentra en el punto kilométrico 28 de la línea férrea de vía estrecha (1000 mm) Peñarroya a Puertollano, entre las estaciones de Cámaras Altas y de El Soldado. El tramo está desmantelado desde el cierre de la línea el 1 de agosto de 1970.

## Historia
La estación fue abierta al tráfico el 5 de agosto de 1906 con la puesta en marcha del tramo Peñarroya-Pueblonuevo a Pozoblanco de la línea que pretendía unir Fuente del Arco con Puertollano.
Las obras y la explotación inicial de la concesión corrieron a cargo de la Sociedad Minera y Metalúrgica de Peñarroya (SMMP). En el año 1924 pasó a ser explotada por la Compañía de los Ferrocarriles de Peñarroya y Puertollano. 
Sólo 32 años más tarde pasó a formar parte del Estado. Esto hizo que en 1956 se incorporaran a la línea automotores, con motor diésel que sustituyeron al vapor. La estación era diariamente atravesada por trenes de Correos y Mercancías.
El 1 de agosto de 1970 la línea se clausuró al no ser rentable para el Estado.

## Actualidad
En la actualidad, el tramo desde la estación de El Soldado, durante 14 kilómetros hasta las proximidades de la estación de Cámaras Altas, está adaptado como vía verde, la Vía Verde de la Minería. Existen proyectos que pretenden unir esta con la Vía Verde de la Maquinilla en Belmez, a escasos kilómetros.